# Luiz Diallisson de Souza Alves
Luiz Diallisson de Souza Alves (sinh ngày 13 tháng 12 năm 1986) là một cầu thủ bóng đá người Brasil.

## Sự nghiệp câu lạc bộ
Luiz Diallisson de Souza Alves đã từng chơi cho Tokyo Verdy.

## Thống kê câu lạc bộ

### J.League
| Đội         | Năm       | J.League | J.League | J.League Cup | J.League Cup | Tổng cộng | Tổng cộng |
| Đội         | Năm       | Trận     | Bàn      | Trận         | Bàn          | Trận      | Bàn       |
| ----------- | --------- | -------- | -------- | ------------ | ------------ | --------- | --------- |
| Tokyo Verdy | 2011      | 12       | 0        | -            | -            | 12        | 0         |
| Tổng cộng   | Tổng cộng | 12       | 0        | 0            | 0            | 12        | 0         |